# ユキミ・ナガノ
ユキミ・ナガノ（Yukimi Nagano、 1982年1月31日 - ）は、スウェーデンの女性シンガー。ヴェストラ・イェータランド県、ヨーテボリ市出身の日系スウェーデン人。

## バイオグラフィー
スウェーデンのヴェストラ・イェータランド県ヨーテボリ市に生まれる。父親が日本人（インテリアデザイナー）で母親がスウェーデン系アメリカ人のハーフ。母親の影響でアメリカン・フォーク・ミュージックを耳にする環境で成長したが、彼女は好んでR&Bをいつも聴いていたという。
その後、マグナス・ジングマークとオスカー・シモンソンによって結成された2人組エレクトロニカ・ジャズ・ユニットであり、世界中に北欧ジャズブームを広めた、クープにシンガーとして参加。
2003年には、彼女の高校時代の友人、エリック・ボダン（ドラム）、フレドリック・ヴァリン（ベース）、ホーカン・ ヴィレーンストランド (キーボード)によって結成されたヨーテボリを拠点としたバンド、リトル・ドラゴンにシンガーとして加入。またエリック・ボダンと共に、ホセ・ゴンザレスとライブで競演している。また、ゴリラズのアルバム『プラスティク・ビーチ』内の2曲、"Empire Ants"、"To Binge"においてボーカルで参加、また歌詞の共作もおこなっている。
2004年には、クリストファー・ベルグによるアシッド・ジャズ・ハウスミュージックプロジェクト、ヒルドが発表したアルバム『Movin'On』に収録のナンバー、"I Love You My Hope"、"Fading Blues"の2曲にシンガーとして参加。"I Love You My Hope"はJ-WAVEの各番組内で、幾度もオンエアされ、同J-WAVEにて日曜午後1時より放送中のカウントダウン番組、「TOKIO HOT 100」で最高24位を記録している。